# 威爾斯教會
威爾斯教會是在威爾斯的聖公宗成员教会，由六個教區組成。
現時大主教是蘭達夫主教（Bishop of Llandaff）巴利·摩根（Barry Morgan）大主教。
相對於英國國教會，威爾斯教會不再是國教。1920年受主張政教分離影響。
作為普世聖公宗成員之一，它承認坎特伯里大主教的首席地位，也在威爾斯教會沒有任何正式職權（除了在教會法庭審判大主教的角色，如同英國國教會在大都市其餘少數邊境牧區從而豁免解散和委任公證人）。它已被證明可能作為威爾斯教會的聖職人員來佔據坎特伯里教座，榮休大主教羅雲·威廉斯博士在威爾斯教會裏有威爾斯和原來的職分。

## 正式名稱
威爾斯教會通過這個名稱比較意外。《1914年威爾斯教會法案》提到「威爾斯教會」（Yr Eglwys yng Nghymru），這句話被用來表明威爾斯領地是英格兰教会部分。1920年，一份威爾斯教會公約考慮選擇什麼名稱，並傾向贊成「威爾斯教會」。但是，有人擔心採用由該法案中提到不同的名稱可能會引起法律問題。鑑於這種情況，採用「威爾斯教會」似乎合理。

## 歷史
基督教在威爾斯可以追溯到英國羅馬時代。後來盎格魯-撒克遜異教徒入侵英格蘭，威爾斯成為其他英國人避難所，因此威爾斯拒絕與坎特伯里的聖奧古斯丁對盎格魯-撒克遜人的使命合作。但是，其他塞爾特教區聯同羅馬宗座和威爾斯的英格蘭領地和解用意由中世紀到1920年，威爾斯教區成為坎特伯里教省一部份，直至宗教改革，後來成為英格兰教会部分。由亨利八世的時期，隨著英格兰教会在威爾斯成為法定的實體和國教，威爾斯已被英格蘭合併。

### 解散

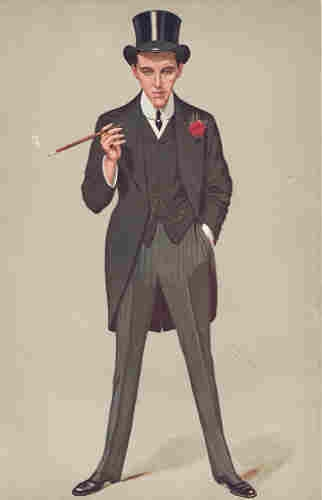
第一位伯肯黑德伯爵F.E.史密夫反對解散

在19世紀非英國國教會在威爾斯迅速地成長，雖然英國國教會仍然是最大的單一教派，但是部分威爾斯基督徒終成為非英國國教會教徒。1904年威爾士大復興特別明顯製做了主導威爾斯教會和非英國國教會之間的高派教會教規的差距。有幾個高調由主教開除福音派牧師助長反對威爾斯教會而反感。
根據非英國國教會教徒的影響政客例如大衛·勞合·喬治，《1914年威爾斯教會法案》由自由黨政府通過將威爾斯教會從英格兰教会分出。該法案由保守黨成員激烈抵抗，並在上議院阻止，最終提供《1911年議會法案》之下獲得通過。150年威爾士主教們的缺席已造成真正的不滿，並且解散是一個維護國家認同的方法。
反對解散由保守黨F.E.史密夫帶領就表示解散草案的特色好像「草案已震驚歐洲每個基督徒團體的良心」。對這形容的反應，詩人G·K·卻斯特頓寫了首諷刺詩──Antichrist，or the Reunion of Christendom: An Ode。
法案同時向「威爾斯教會」廢除和沒收財產，用來定義與英格兰教会部分必須分開。廢除國教表示教會的特殊合法地位結束，威爾士主教不再享有坐在上議院作神職議員（Lords Spiritual）。國教曾經有優有缺：例如，英國國教會的牧師曾被禁止坐在下議院議席，但這不再是適用於在威爾斯的牧師。由於威爾斯教會地位獨立，十一奉獻不再供應給教會，脫離後就失去大的收入來源。
沒收財產更有爭議，意味著威爾斯教會的捐項部分被沒收，並重新分配給威爾斯大學和地方當局。1662年之前捐項要沒收；那些以後繼續保留。這是由1662年之前的捐項已被授予給總人口國家的教會中的理論證明，因此屬於人們例如一整個而不是威爾斯教會；理解上，激烈爭議這個理由。1662年後復辟《統一法案》，它是經過非英國國教會眾教徒這一點就真正開始發展。
《1914年威爾斯教會法案》未有生效，直至第一次世界大戰爆發到1920年。
為了應付收入上的損失，成功的籌款活動受到保證。到20世紀末期，這個已在財政狀況較高的英國國教會放置在威爾斯教會。

### 自1920年
重疊邊界的牧區分配給威爾斯教會或英國國教會，結果兩國之間界線不一。原本的蒙茅斯郡、雷德諾郡和弗林特郡一些地區仍然堅持在赫里福德教區和切斯特教區的牧區因而成為英格兰教会部分。一個完善的農村總鐸區，不過馬奇（什羅普郡）在聖亞薩教區歷史環境脫離了造成對應關於在中部地區的邊界。今天，威爾斯教會狀況與英格兰教会完全獨立，是普世聖公宗獨立成員好像愛爾蘭教會和蘇格蘭聖公會。
在21世紀首年，威爾斯教會已開始進行多次辯論，特別是關於任命女性為主教和承認由教省各個教會生活方面作為威爾斯語和英語整體平等地位。

## 信徒
1920年解散之後，在20世紀後期威爾斯教會進展好過遭受過衰落的非英國國教會教徒。2006年每週平均出席紀錄18歲以下有6780人及18歲以上有39,490人。最高出席是復活節，有68,120人崇拜（2007年有68,837人）。

## 組織

威爾斯教會各教區地圖

威爾斯教會的教會體制是主教制，與其他聖公宗教會一樣。
1920年之前，威爾斯四個教區，全屬坎特伯里教省，由每位主教帶領：
- 班戈教區（Diocese of Bangor）
- 聖亞薩教區（Diocese of St Asaph）
- 聖大衛教區（Diocese of St David's）
- 蘭達夫教區（Diocese of Llandaff）

威爾斯教會建立後不久另外分別設立兩個教區：
- 1921年蒙茅斯教區（Diocese of Monmouth）
- 1923年斯旺西及布雷肯教區（Diocese of Swansea and Brecon）

蘭達夫教區建立蒙茅斯總監察區；斯旺西及布雷肯由聖大衛教區東部建立，相當於斯旺西郡與傳統的布雷肯郡和雷德諾郡這樣大。

### 教區主教
不像英格兰教会的主教，每位威爾斯教會主教是由「選舉團」的出現空缺的教區代表、威爾斯其他教區代表，和所有威爾斯教會主教所組成。威爾斯教會不會祝聖婦女成為主教（2008年證實嚴密的投票）。威爾斯教會領袖威爾斯大主教是由六個教區主教選舉產生，並選舉後繼續作教區主教。
　　威爾斯大主教：蘭達夫主教

| 蘭達夫主教：巴利．摩根博士（Dr. Barry Morgan） | 蒙茅斯主教：Dominic Walker | 斯旺西及布雷肯主教：John Davies |

| 聖大衛主教：J Wyn Evans | 班戈主教：Andrew John | 聖亞薩主教：Gregory Cameron |

在教座空缺情況下，由於主教死亡、或調動，主教的扮演如聖秩聖事和堅振聖事是由大主教或正式已代理的主教實行。
大主教羅雲·威廉斯博士閣下是第一位威爾斯出生的坎特伯里大主教。他在1992年被祝聖和登位為蒙茅斯主教，1999年為威爾斯大主教。2002年7月被英女王委任為（他的委任由官方委任委員會所提出）坎特伯里大主教。他由當時宣讀的Dominic Walker主教接替作蒙茅斯主教，和由蘭達夫主教，現為大主教的巴利·摩根博士接替作威爾斯大主教。

### 助理主教
2008年教省助理主教大衛．托馬斯主教退休後，主教的席位已決定不會繼續任命明確向那些不能接受的婦女執行主教職務。
大主教的管區曾不時有助理主教協助教區事務。摩根大主教有助理主教協助他在蘭達夫教區事務。從2009年4月起，現任主教是大衛．威爾伯恩（David Wilbourne）。

### 代表團
代表團是負責管理教會財產及提供很多教會活動資金，包括支持牧師的津貼和退休金。管理團可在教會作為一種議會（類似英格兰教会總議會）。

## 崇拜及禮儀
作為整個威爾斯教會有助顯著高派教會，這就是說由牛津運動繼承了許多傳統，有農村味的聖大衛教區和班戈教區與工業的蘭達夫和蒙茅斯各個牧區。不過，雖然教省上神學和禮儀比較自由及學習聖公宗高派，但是這是福音神學傳統，尤其是在威爾斯南部，阿伯里斯特威斯的大學城。在1960年代威爾斯教會內福音派的復興和福音派的團契存在好像在教會的信徒支持一般。

### 公禱書
近40年《2004年聖餐聖事》和《2006年基督教入門禮》的刊物最大改革。期望在十年結束2004年聖體儀式將會是唯一慶祝在聖餐儀式上更加集中在教省內帶領教會。常備禮儀委員會（Standing Liturgical Commission）在2009年秋季準備將被刊載於早、晚禱和日常禱文資源。

### 其他刊物
已停刊的Province和Yr Haul â'r Gangell曾經常提供教學下的論文報刊。每週主要以英文提供最新消息由似乎管理團會議關係的Y Llan和Highlights。

## 教義及教規
威爾斯教會主要的教導是耶穌基督的生活、死亡和復活。教會的基本教導或教會要道問答包括：
- 耶穌基督是完全人及完全神。祂死亡並在死亡復活。
- 耶穌繼續提供對於那些相信永生方向。
- 新舊約聖經由人在「聖靈充滿之下」而寫成。次經是基督徒崇拜使用的額外經典，但沒有教義的形成。
- 兩大及需要聖禮是聖洗聖事和聖餐聖事。
- 其他聖禮儀式是堅振聖禮、聖秩聖禮、婚姻聖禮、修和聖禮和傅油聖禮。
- 相信天國、地獄和耶穌榮耀中再現。

聖公會三個職權來源是聖典（聖經）、傳統、和理性；這三個來源以動態的方式權衡。
平衡聖經、傳統和理性追溯到一位16世紀護教士理查·胡克的工作。在他的模型裏，聖經的教義和聖經清楚地列明接受正確的事物達成首要的方法。含糊不清的問題取決於傳統，這是檢查的原因。

### 社會問題
在1980年代開始，威爾斯教會開始了越來越多開放的各種問題上立場包括經濟審查、婦女祝聖、及同性戀的容許。

### 基督教關係
好像一些其他聖公會教省，威爾斯教會與舊天主教完全共融。威爾斯教會也是鮑渥共融成員。

## 參看
- Cytûn （页面存档备份，存于） - Churches Together in Wales
- Saint Maelrhys （页面存档备份，存于）

## 進一步閱讀
- D T W Price，A History of the Church in Wales in the Twentieth Century (Church in Wales Publications, 1990)

## 外部連結
- 威爾斯教會網站（页面存档备份，存于）
- 1914年威爾斯教會法案 (4 & 5 Geo. 5 c. 91) 官方文字的修訂，並於今日在英國由英國成文法數據庫（英语：legislation.gov.uk）生效